# Staal Jørpeland IL
Staal Jørpeland is een Noorse sportclub uit Jørpeland, in de provincie Rogaland. In 1919 werd de club opgericht. Er worden voetbal, handbal en atletiek beoefend. Hoewel het logo een blauwe kleur heeft, is het thuistenue groen en zwart. 